# Mesoleuca gratulata
Mesoleuca gratulata är en fjärilsart som beskrevs av Walker 1862. Mesoleuca gratulata ingår i släktet Mesoleuca och familjen mätare. Inga underarter finns listade i Catalogue of Life.